# Гети център
Гети център (на английски: Getty Center) е художествен музеен комплекс в Лос Анджелис, щата Калифорния, САЩ открит през 1997 г.
Принадлежи на тръстовия фонд на милиардера Жан Пол Гети, съхранява по-голямата част от колекциите на музеите „Гети“. На територията на комплекса са Изследователският институт „Гети“ (Getty Research Institute), Консервационният институт „Гети“ (Getty Conservation Institute), Институтът по лидерство „Гети“ (Getty Leadership Institute) за обучение на ръководни кадри за музеите.
Центърът е открит за посетители на 16 декември 1997 г. Построен е на билото на хълм и е свързан с подножието чрез автомобилен път и фуникулер с 3 вагона. Известен е с архитектурата на зданията си, градините си и с изгледа си към Лос Анджелис.

## История
Комплексът от здания е създаден от американския архитект Ричард Майер, на когото още през средата на 80-те години на 20 век е възложено разработването на проекта. Строителните работи започват през 1991 г. и продължават до 1997 г. За ландшафта отговаря архитектурно бюро Olin Partnership от Филаделфия. Централната градина е оформена от художника Роберт Ъруин (Robert Irwin).

## Музей
В музея милиардерът Жан Пол Гети е изложил и предоставя на публиката за безплатно разглеждане около 50 000 произведения на изкуството. Изборът се съсредоточава основно върху скулптури, картини, рисунки, фотографии, ръкописи. Отделно е изложена античната колекция на Гети, намираща се във Вила Гети, построена по модела на Вилата на папирусите от Херкулан край Неапол.

## Архитектура
Архитектът Майер използва за строителството 2 естествени хребета, които се разминават под ъгъл 22,5°. Успоредно на единия са разположени музейните здания, а на другия – административните..
Зданията на центъра са построени от бетон и стомана с облицовка от травертин или алуминий. На територията на центъра се намират няколко фонтана, които създават фонов шум.
В северната част на територията има кръгла тревна площадка, която при нужда може да се използва за вертолетна площадка. В южната част има градина с кактуси.
Центърът има 7-етажен подземен гараж за посетители с 1200 паркоместа. Намира се в подножието на хълма, а на покрива му има градина със скулптури. Гаражът и центърът Гети са свързани с автоматичен фуникулер, който прави курс за около 45 секунди.
- Градината с кактусите
- Тераса между павилионите
- Станцията на фуникулера
- Фонтанът във вътрешния двор
- Централната градина откъм музея
- Комплексът откъм градината